# Leščinskas
Leščinskas ist ein litauischer männlicher Familienname, abgeleitet vom slawischen Wort.

## Weibliche Formen
- Leščinskaitė (ledig)
- Leščinskienė (verheiratet)

## Namensträger
- Arvydas Kostas Leščinskas (* 1946),  Politiker und Manager
- Romas Leščinskas (* 1953),  Politiker